# Brigáda Harel

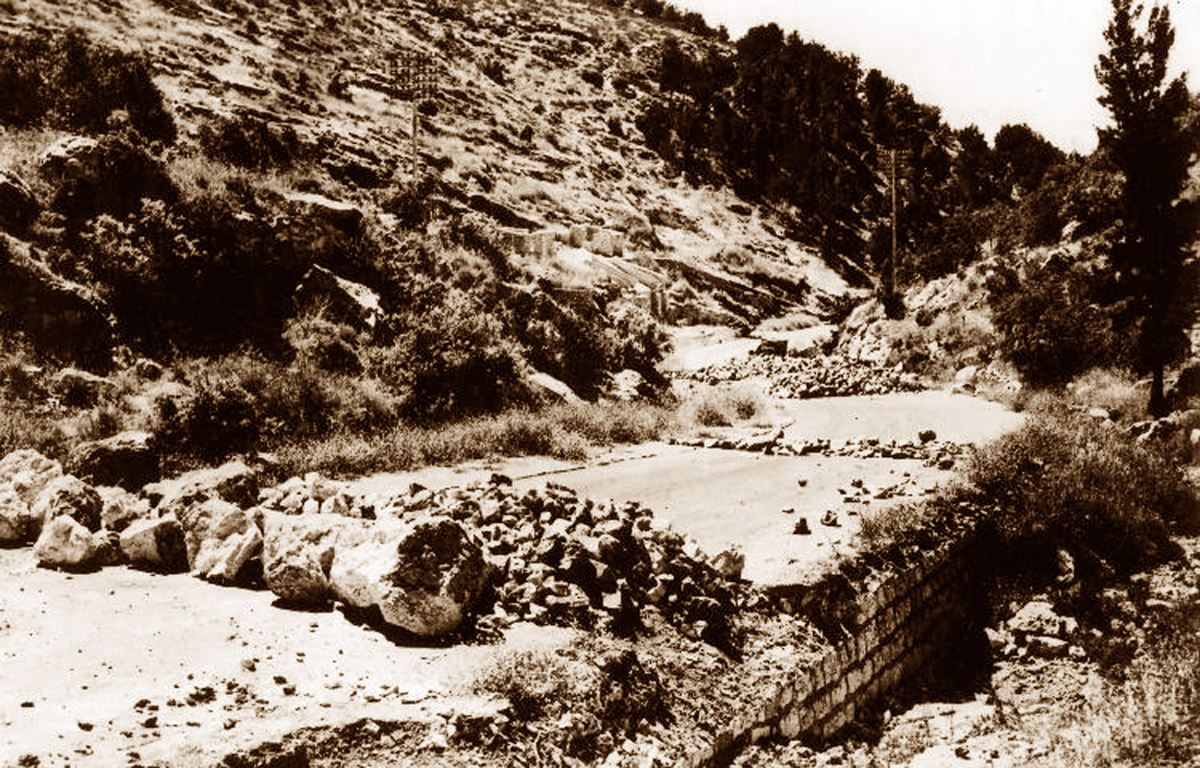
Arabské zátarasy na cestě k Jeruzalému (v údolí Ša'ar ha-Gaj) (1948)

Brigáda Harel (hebrejsky חטיבת הראל‎, chativat Har'el) je rezervní útvar Izraelských obranných sil (IOS) a jedna ze tří brigád vytvořených na počátku první arabsko-izraelské války v roce 1948. Tento pěchotní útvar elitních úderných jednotek Palmach se skládal ze tří praporů, jejichž velitelem byl 15. dubna 1948 jmenován Jicchak Rabin. Brigáda byla během války za nezávislost nasazena primárně v oblasti Jeruzaléma a ve spolupráci s dalšími brigádami se zúčastnila několika útoků. Sehrála klíčovou roli v bojích v okolí města, včetně operace Nachšon a Jo'av. Po Jicchaku Rabinovi velel brigádě plukovník Josef Tabenkin, za jehož velení brigáda obsadila několik významných lokalit severně od Jeruzaléma.
Mimo války za nezávislost se dále zúčastnila sinajské války v roce 1956, šestidenní války v roce 1967 a jomkipurové války v roce 1973.
Během šestidenní války byla brigáda pod velením plukovníka Ben Ariho nasazena opět v oblasti Jeruzaléma. Úspěšně se podílela na obsazení několika oblastí severně od města, včetně hrobu proroka Samuela a čtvrti Šu'afat. Dále pomáhala v obsazení Starého Města a propojením kampusu Hebrejské univerzity na hoře Skopus se zbytkem města.
Vojenský hřbitov této jednotky se nachází v Kirjat Anavim.